# Савремени ритам и блуз
Савремени ритам и блуз (скраћено Савремени РнБ) музички је жанр који садржи елементе ритам и блуз, поп, соул, фанк, хип хоп и електронске музике. Популаризован је 1970-их година када су Мајкл Џексон и Квинси Џоунс додали елементе електронске музике поп музици и на тај начин направили звук који више одговара за плес.
Р. Кели је 2010. године проглашен најбољим рнб уметником у претходних 25 година.